# Hyperolius burgessi
Espèce
Statut de conservation UICN

 VU B1ab(iii) : Vulnérable
Hyperolius burgessi est une espèce d'amphibiens de la famille des Hyperoliidae.

## Répartition
Cette espèce est endémique de Tanzanie. Elle se rencontre dans les monts Usambara Est, les monts Nguru et les monts Uluguru. On la trouve entre 900 et 1 000 m d'altitude. C'est une espèce arboricole vivant dans la forêt tropicale humide de pré-montagne.

## Description
Les 19 spécimens adultes mâles observés lors de la description originale mesurent entre 16,4 mm et 20,3 mm de longueur standard et les 28 spécimens adultes femelles observés lors de la description originale mesurent entre 21,3 mm et 25,9 mm de longueur standard.

## Étymologie
Cette espèce est nommée en l'honneur du professeur Neil Burgess.

## Publication originale
- Loader, Lawson, Portik & Menegon, 2015 : Three new species of spiny throated reed frogs (Anura: Hyperoliidae) from evergreen forests of Tanzania. BMC Research Notes, vol. 8, no 167, p. 1–16 (texte intégral).